# یواس‌اس برازوس (ای‌او-۴)
یواس‌اس برازوس (ای‌او-۴) (به انگلیسی: USS Brazos (AO-4)) یک کشتی بود که طول آن ۴۷۵ فوت ۱ اینچ (۱۴۴٫۸۱ متر) بود. این کشتی در سال ۱۹۱۹ ساخته شد.